# あなたかもしれない
『あなたかもしれない』は、桜田淳子のスタジオ・アルバム。1981年3月5日発売。発売元はビクター音楽産業。

## 解説
- 前作から数えて1年半ぶりのアルバム。この間にリリースされたシングルからは、「化粧」のB面だった「夢追い」を除いて一切収録されていない。
- 小田裕一郎と戸塚省三が5曲ずつ作曲を担当しており、「グッドバイ・ハッピーデイズ」では桜田自身が作詞を手掛けている。
- 2007年11月に、ボーナストラック8曲を加えた紙ジャケット仕様で復刻された。

## 収録曲
1. 恋にやきもき（3:26）
作詞：来生えつこ　作曲：小田裕一郎　編曲：大村雅朗
2. あなたかもしれない（3:59）
作詞：麻木かおる　作曲：小田裕一郎　編曲：大村雅朗
3. ハロー・イエスタデイ（4:19）
作詞・作曲：戸塚省三　編曲：大村雅朗
4. 夢追い（3:52）
作詞：麻木かおる　作曲：小田裕一郎　編曲：信田かずお
5. エンプティ・ハート（6:01）
作詞：来生えつこ　作曲：小田裕一郎　編曲：信田かずお
6. グッドバイ・ハッピーデイズ（3:45）
作詞：桜田淳子　作曲：戸塚省三　編曲：信田かずお
7. テキーラ・ナイト（4:05）
作詞：麻木かおる　作曲：小田裕一郎　編曲：大村雅朗
8. 愛してオーシャン（4:34）
作詞：来生えつこ　作曲：戸塚省三　編曲：大村雅朗
9. テルミー・ホワイ（4:21）
作詞・作曲：戸塚省三　編曲：大村雅朗
10. メモリー・シャドウ（3:56）
作詞：来生えつこ　作曲：戸塚省三　編曲：信田かずお